# 1307
Cette page concerne l'année 1307  du calendrier julien. Pour l'année 1307 av. J.-C., voir 1307 av. J.-C.
L'année 1307 est une année commune qui commence un dimanche.

## Événements

### Asie
- 10 février : Témur Khan meurt à l’âge de 42 ans sans laisser de fils[1]. Les prétendants engagent une lutte acharnée pour le pouvoir, qui brise l’unité de l’empire de la dynastie Yuan. Ananda, petit-fils de Kubilai Khan, gouverneur du Gansu (et/ou vice-roi du Tangout), converti à l'Islam, s’oppose au bouddhiste Qaïchan, arrière-petit-fils de Kubilai Khan, qui règne en Mongolie. Qaïchan, soutenu par les seigneurs de la steppe, triomphe et fait exécuter Ananda.
- 24 mars : prise de Devagiri (Daulatabad)[2]. Début des raids de Malik Kafur, général du sultanat de Delhi, dans le Deccan (fin en 1311), qu’il conquiert et pille. Il détruit de nombreux royaumes hindous.
- 21 juin : début du règne de Qaïchan sous le nom de Külüg Khan, grand khan des Mongols (fin en 1311)[1].
- 23 juillet : le pape Clément V crée un archevêché à Pékin à la tête duquel il installe le franciscain Jean de Montecorvino[3].

- Prise de Hué par le Đại Việt[4].
- Retour à la monnaie métallique en Chine.
- Fin du règne de Masud II, dernier sultan saljûqide de Rum[5]. Le pays est divisé en une vingtaine de principautés turkmènes sous protectorat mongol.

### Europe
- 5 janvier : les meneurs de l'émeute contre la hausse des loyers du 30 décembre 1306 (28 personnes) sont pendus à Paris[6].
- 16 janvier[7] : Bernard Gui devient inquisiteur de Toulouse et entame une lutte vigoureuse contre les Cathares. Il est l'auteur du manuel de l'inquisiteur, écrit entre 1319 et 1324.
- 18 janvier : Albert Ier du Saint-Empire confère à Znojmo la Bohême à titre de fief à son fils Rodolphe[8].
- 21 janvier[9] : Philippe, comte de Poitiers, troisième fils du roi Philippe IV le Bel et futur roi Philippe V, épouse à Corbeil Jeanne de Bourgogne (morte en 1330), héritière du comté de Bourgogne, fille aînée d’Othon IV de Bourgogne et de Mahaut d'Artois.
- 11 mai, Conon : Philippe de Piémont et sa femme Isabelle de Villehardouin cèdent par traité la principauté d'Achaïe à Charles II d'Anjou pour son fils Philippe de Tarente[10].
- 14 mai : Pentecôte. Peu après a lieu une conférence entre le pape et le roi de France à Poitiers[11].
- Mai[12] : octroi de la charte de franchise aux bourgeois (habitants du bourg) de Belfort par le comte Renaud de Bourgogne.
- 3 juillet : à la mort de Rodolphe III de Habsbourg, le duc de Carinthie, Henri de Goritz, est élu fin août roi de Bohême. Une guerre avec l’empereur Albert Ier de Habsbourg s’ensuit (fin en 1308)[13].
- Printemps : retour en Écosse et nouvelle révolte de Robert Bruce. Édouard Ier marche contre lui mais meurt en campagne près de Carlisle le 7 juillet[14].
- 8 juillet[15] : début du règne de Édouard II d'Angleterre (couronné le 24 février 1308, jusqu'en 1327). Homosexuel, il laisse le pouvoir à ses favoris : Hugues le Despenser l'Aîné et son fils Hugues le Despenser le Jeune exercent un pouvoir absolu. Ils devront faire face à des révoltes de barons.
- 10 août, Poitiers[16] : bulle de Clément V confirmant la couronne de Hongrie à Carobert.
- 24 août : le pape ordonne une enquête concernant les Templiers[17] (fin en 1314).
- 5 septembre : le pape confie la possession de Rhodes aux Hospitaliers.
- 25 septembre : Guillaume de Nogaret devient garde des Sceaux[17].
- 1er octobre : couronnement à Pampelune du roi de Navarre Louis Ier. Celui-ci était fils ainé de la défunte reine de Navarre Jeanne Ire (morte en 1305) et du roi de France Philippe IV le Bel. Louis Ier de Navarre deviendra Louis X de France à la mort de son père en 1314.
- 10 octobre : une assemblée des nobles hongrois réunie à Rákos se prononce en faveur de Carobert. Le voïévode de Transylvanie Ladislas Kan (hu) pose ses conditions pour le reconnaître roi de Hongrie[18].
- 13 octobre : arrestation des Templiers sur ordre de Guillaume de Nogaret et Philippe le Bel[17].
- 11 novembre : les Hospitaliers de Saint-Jean débarquent sur l'île de Rhodes avec l'aide du corsaire génois Vignolo di Vignoli (ou en 1306). Début de l'occupation de l'île par l'ordre jusqu'en 1523. La ville de Rhodes capitule le 15 août 1309 ou 1310[19].
- 17 novembre[20] : serment du Grütli selon la légende. Les confédérés d'Uri, de Schwytz et d'Unterwald se liguent contre les Habsbourg.

- Fondation de la double ville Berlin-Cölln, future Berlin[21].
- Le khan de la Horde d'or Toqtaï fait arrêter des commerçants européens séjournant à Saraï, sa capitale[1]. Il se venge des Génois de Crimée responsable du rapt d’enfants tatars vendus dans les pays musulmans[22].